# قانون الصحة العقلية 1983
قانون الصحة العقلية 1983 (c.20) هو قانون برلمان المملكة المتحدة الذي ينطبق على الناس في إنجلترا وويلز. ويغطي استقبال ورعاية ومعالجة الأشخاص المصابين باضطراب عقلي وإدارة ممتلكاتهم وغير ذلك من الأمور ذات الصلة. على وجه الخصوص، فإنه يوفر التشريع الذي يمكن من خلاله تشخيص الأشخاص الذين يعانون من اضطراب عقلي أن يتم احتجازهم في المستشفى أو في حجز الشرطة وأن يتم تقييم اضطرابهم أو علاجهم ضد رغباتهم، والمعروفة بشكل غير رسمي باسم «التقسيم». تتم مراجعة استخدامه وتنظيمه من قبل لجنة جودة الرعاية. تم تعديل القانون بشكل كبير من خلال قانون الصحة العقلية لعام 2007.

## التاريخ
إنشاء لجنة من الكلية الملكية للأطباء مع صلاحيات منح تراخيص المباني السكنية «المجانين» في لندن؛ قضاة الصلح أعطيت هذه القوى في أي مكان آخر في إنجلترا وويلز. دفع غرامة كبيرة في حال عدم الحصول على ترخيص. القبول في «مستشفى المجانين» مطلوب شهادة موقعة من قبل الطبيب، وقوائم المعتقلين السكان أصبحت متاحة لاطلاع الجمهور. هذا القانون في وقت لاحق تعتبر غير فعالة وألغي من قبل Madhouses لعام 1828، في حد ذاته ألغى بعد ذلك بوقت قصير من قبل Madhouses لعام 1832. هذه الأفعال تغيير تشكيل اللجنة في عدة طرق، مثل بما في ذلك المحامين بالإضافة إلى الأطباء.